# Last Man Standing (album)
A Last Man Standing című album Jerry Lee Lewis stúdióalbuma, amely 2006 szeptemberében jelent meg. Az album az énekes duettjeit tartalmazza, amelyeket a múlt és a jelen legnagyobb zenészeivel közösen készített. Az album címe az 1950-es évekből ered, amikor a Sun Stúdiójában olyan zenei nagyságok rögzítettek lemezt, mint Johnny Cash, Roy Orbison, Charlie Rich, Carl Perkins és Elvis Presley, akik mind meghaltak és "itt hagyták az utolsó embert", Lewist. Az album sikerét követve, a Last Man Standing című DVD is megjelent, amely ugyanazokat a duetteket tartalmazza, mint a CD.

## Dallista
| #   | Cím                                                       | Szerzők                                                        | Közreműködik          | Hossz |
| --- | --------------------------------------------------------- | -------------------------------------------------------------- | --------------------- | ----- |
| 1.  | Rock and Roll                                             | John Paul Jones, John Bonham, James Patrick Page, Robert Plant | Jimmy Page            | 2:14  |
| 2.  | Before the Night Is Over                                  | Benjamin Peters                                                | B. B. King            | 3:39  |
| 3.  | Pink Cadillac                                             | Bruce Springsteen                                              | Bruce Springsteen     | 3:55  |
| 4.  | Evening Gown                                              | Mick Jagger                                                    | Mick Jagger, Ron Wood | 3:57  |
| 5.  | You Don't Have to Go                                      | James Matcher Reed                                             | Neil Young            | 4:00  |
| 6.  | Twilight                                                  | Robbie Robertson                                               | Robbie Robertson      | 2:48  |
| 7.  | Travelin' Band                                            | John Fogerty                                                   | John Fogerty          | 2:01  |
| 8.  | That Kind of Fool                                         | Mack Vickery                                                   | Keith Richards        | 4:14  |
| 9.  | Sweet Little Sixteen                                      | Chuck Berry                                                    | Ringo Starr           | 3:04  |
| 10. | Just a Bummin' Around                                     | Pete Graves                                                    | Merle Haggard         | 2:43  |
| 11. | Honky Tonk Woman                                          | Mick Jagger, Keith Richards                                    | Kid Rock              | 2:21  |
| 12. | What's Made Milwaukee Famous (Has Made a Loser Out of Me) | Glenn Sutton                                                   | Rod Stewart           | 2:39  |
| 13. | Don't Be Ashamed of Your Age                              | Cindy Walker, Bob Wills                                        | George Jones          | 1:59  |
| 14. | A Couple More Years                                       | Dennis Locorriere, Shel Silverstein                            | Willie Nelson         | 5:13  |
| 15. | Old Glory                                                 | Paul Roberts, Shelby Darnell, Jerry Lee Lewis                  | Toby Keith            | 2:05  |
| 16. | Trouble in Mind                                           | Richard M. Jones                                               | Eric Clapton          | 3:49  |
| 17. | I Saw Her Standing There                                  | John Lennon, Paul McCartney                                    | Little Richard        | 2:21  |
| 18. | Lost Highway                                              | Leon Payne                                                     | Delaney Bramlett      | 2:59  |
| 19. | Hadacohl Boogie                                           | Bill Nettles                                                   | Buddy Guy             | 3:18  |
| 20. | What Makes the Irish Heart Beat                           | Van Morrison                                                   | Don Henley            | 4:12  |
| 21. | The Pilgrim Ch. 33                                        | Kris Kristofferson                                             | Kris Kristofferson    | 3:00  |

### Bónusz dalok
Az album számos csak letölthető promocionális dallal és változatban jelent meg, attól függően, hogy melyik cég értékesítette. A kiskereskedelmi hálózatoknál a dalokat azok weboldaláról lehetett letölteni.
- Before the Night Is Over (Rhapsody)
- Bright Lights, Big City (Wal-Mart)
- Don't Put No Headstones on My Grave (iTunes)
- I Don't Want to Be Lonely Tonight (URGE)
- Last Cheaters' Waltz (Target)
- Mexicali Rose (Country Music Television)
- Trouble in Mind (Napster)
- Why You Been Gone So Long? (Best Buy)
- You Belong to Me (Best Buy)
- A Couple More Years – élő

## Közreműködők
- Keith Allison – gitár
- Eric Clapton – gitár
- Jimmy Page – gitár
- Robbie Robertson – gitár
- Ronnie Wood – gitár
- Neil Young – gitár
- Kenneth Lovelace – gitár
- Willie Nelson – gitár
- Jimmy Rip – producer, gitár
- Bobby Cunningham – basszusgitár
- James Hutchinson – basszusgitár
- Jim Keltner – dobok
- James Stroud – ütős hangszerek
- Ivan Neville – orgona
- Bill Strom – orgona
- Mickey Raphael – harmonika
- David Woodford szaxofon

## Kiadatlan dalok
Lewis több dalt vett fel az albumra, mind ahány végül felkerült a lemezre:
- Cry (Johnnie Ray)
- Last Night I Heard You Call My Name
- Miss the Mississippi and You
  - A dal újabb felvétele először Lewis 1995-ös lemezén, a Young Blood című albumon jelent meg.
- Roll Over Beethoven (Chuck Berry)
  - Közreműködik: Ringo Starr, Ivan Neville és Nils Lofgren.
- You Can't Catch Me (Chuck Berry)

## Helyezések
| Slágerlista (2006)                        | Legmagasabb helyezés |
| ----------------------------------------- | -------------------- |
| Ausztrália album listája                  | 46                   |
| Ausztria Top 40 lista                     | 34                   |
| Dánia album listája                       | 10                   |
| Hollandia Mega Charts lista               | 49                   |
| Franciaország album listája               | 67                   |
| Norvégia album listája                    | 26                   |
| Svédország album listája                  | 7                    |
| Amerika Billboard 200 lista               | 26                   |
| Amerika Billboard Independent album lista | 1                    |
| Amerika Billboard Top Country Album lista | 4                    |
| Amerika Billboard Top Rock Album lista    | 8                    |

| Slágerlista                    | 2006. október 5. | 2006. október 12. | 2006. október 19. | 2006. október 26. |
| Billboard 200                  | 1                | 1                 | 3                 | 9                 |
| Billboard Top Country Albums   | 9                | 8                 | 4                 | 2                 |
| Top Rock Albums                | 4                | 1                 | 2                 | 9                 |
| Top Independent Albums         | 1                | 1                 | 3                 | 5                 |
| Top Internet Albums            | 26               | 9                 | 13                | 7                 |
| Top Sellers cduniverse.com     | 1                | 4                 | 17                | 27                |
| Top Sellers amazon.com         | 2                | 12                | 27                | 36                |
| Top Sellers barnesandnoble.com | 8                | 15                | 21                | 13                |